# فال دي ألبا
بلدية فال د'ألبا (بالإسبانية: Vall d'Alba)‏ (بالفالنسية:La Vall d'Alba)، هي إحدى بلديات مقاطعة كاستيلون التي تقع في منطقة بلنسية، في شرق إسبانيا.
يبلغ عدد سكانها 2.438 نسمة وفقاً لإحصائية سنة (2006).